# Swjatoslaw Teofilowitsch Richter

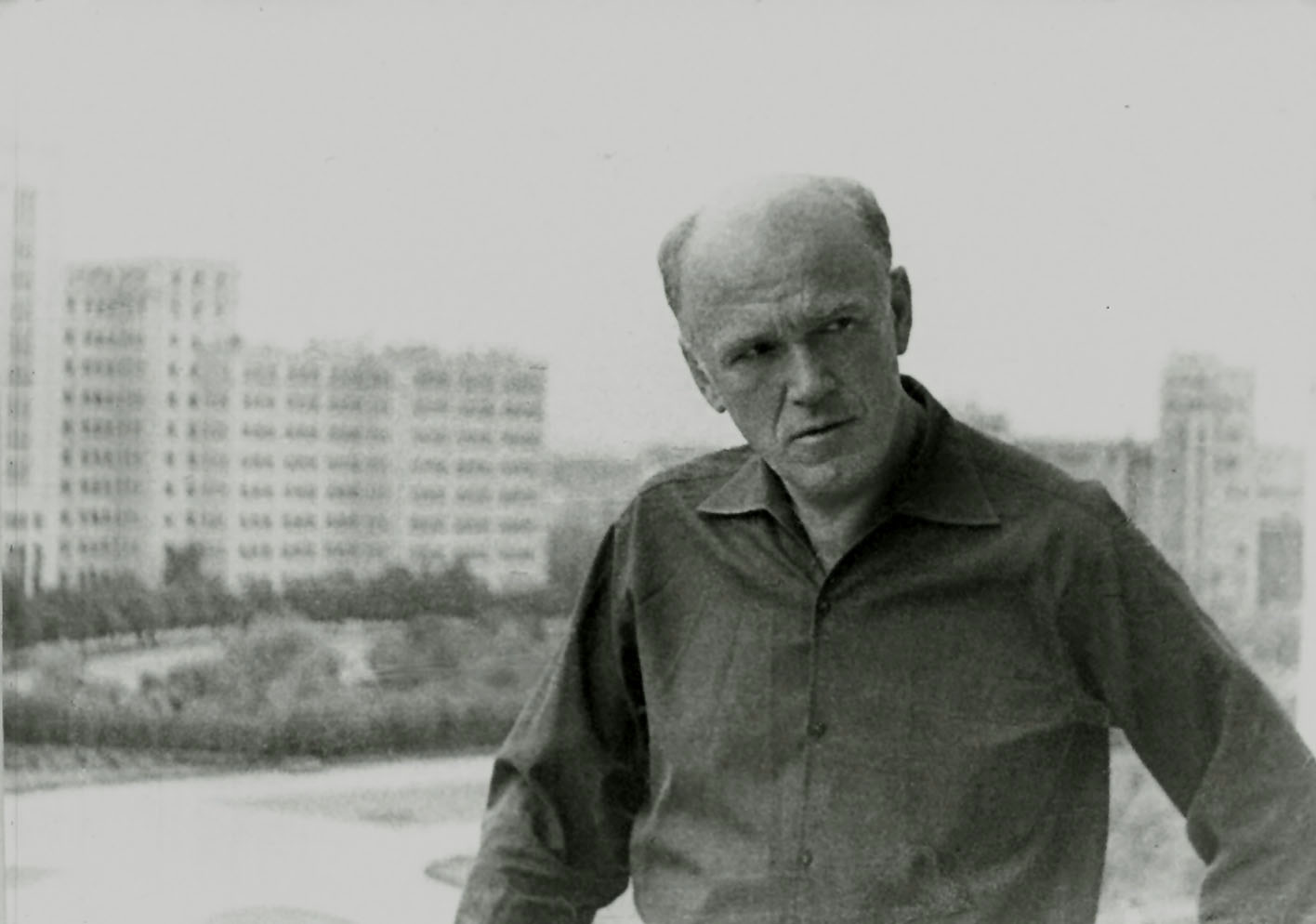
Swjatoslaw Richter (1966)

Swjatoslaw Teofilowitsch Richter (russisch Святослав Теофилович Рихтер, wissenschaftliche Transliteration Svjatoslav Teofilovič Richter; * 7. Märzjul. / 20. März 1915greg. in Schitomir, Gouvernement Wolhynien, Russisches Reich, heute Ukraine; † 1. August 1997 in Moskau) war ein sowjetisch-russischer Pianist, der väterlicherseits aus einer russlanddeutschen Kaufmannsfamilie stammte.

## Leben und Werk

### Curriculum vitae
Swjatoslaw Richters Vater Theophil Danilowitsch Richter (1872–1941) war ein begabter Organist und Pianist, der aus einer deutschen Kaufmannsfamilie in der Stadt Schitomir im Kaiserreich Russland (heute Schytomyr, Ukraine) stammte. Seine Mutter Anna Pawlowna Richter, geb. Moskalewa (1892–1963), war eine russische Kaufmannstochter. Die Familie zog 1916 nach Odessa, wo der Vater die Stelle des Organisten und Chorleiters der deutsch-lutherischen St.-Pauls-Kirche übernahm. Die Eltern sorgten von seinem dritten Lebensjahr an für eine solide musikalische Ausbildung des Sohns. Swjatoslaw wuchs zweisprachig auf, in der Familie wurde Deutsch und Russisch gesprochen. In Odessa besuchte er vier Jahre lang die deutsche Schule. „Ich bin Deutscher“, sagte Richter einmal in einem Interview.
Richter arbeitete bereits im Alter von 15 Jahren als Korrepetitor am Opernhaus in Odessa, vier Jahre später gab er sein Debüt als Pianist. 1937 wurde er in die Klavier-Meisterklasse von Heinrich Neuhaus am Moskauer Konservatorium aufgenommen. Zu Neuhaus entwickelte Richter eine sehr starke persönliche Bindung, die nahezu einem Vater-Sohn-Verhältnis gleichkam. Zu Swjatoslaws Kommilitonen gehörte Emil Gilels.
Die Übersiedlung nach Moskau rettete ihn vor den Repressionen, denen die deutschstämmigen Lutheraner in Odessa ausgesetzt waren. Auch sein Vater wurde bei den sogenannten stalinschen Säuberungen 1937 verhaftet und 1941 kurz vor der deutschen Besetzung Odessas als angeblicher deutscher Spion erschossen. In Odessa allein wurden über 6000 Deutsche auf Befehl Berijas verhaftet, misshandelt und drangsaliert. Nach dem Tode des Vaters heiratete seine Mutter im Jahre 1943 Sergej Richter-Kondratiev und emigrierte mit ihrem neuen Ehemann, der ebenfalls deutscher Abstammung war, nach Deutschland.
In Moskau lernte Swjatoslaw Richter Sergei Prokofjew kennen, dessen 6. Sonate er 1942 uraufführte. Später folgten die Uraufführungen der 7. (1943) sowie der Richter gewidmeten 9. Sonate (1951, fertiggestellt bereits 1947).
Nachdem Richter in seiner Heimat bereits als Berühmtheit galt, wurde ihm eine Ausreise in den Westen verwehrt, da bekannt war, dass seine Verwandten in der Bundesrepublik Deutschland lebten. Vier international bekannte Musiker der damaligen Sowjetunion, Emil Gilels, David Oistrach, Mstislaw Rostropowitsch und der Dirigent Kyrill Konradschin zogen als Delegation zu Jekaterina Furzewa, einer Vertrauten Nikita Chruschtschows und baten sie um Intervention zugunsten einer westlichen Auslands-Tournee von Richter. Und nach dieser erfolgreichen Intervention durfte er 1960 erstmals in den Westen reisen. Am 19. Oktober 1960 gab er sein Debüt in der Carnegie Hall in New York, an das sich eine große USA-Tournee anschloss. Nach dem Konzert in der Carnegie Hall traf er seine Mutter nach 19 Jahren wieder. Es folgten Auftritte in Europa, u. a. 1964 in der Deutschen Staatsoper Berlin (Ost) und im Deutschen Nationaltheater Weimar und ab 1971 auch in der Bundesrepublik Deutschland.
Nach einem Konzert in der Oper von Tours im Jahre 1963 stieß Richter auf eine 15 km von Tours entfernte historische Scheune aus dem Jahre 1200, die eine hervorragende Akustik besaß. Die Scheune, die sich nahe dem Ort Grange de Meslay befindet, wurde auf Anregung Richters und mit Hilfe von Sponsoren für Konzertzwecke ausgebaut und hergerichtet. Ein Jahr später wurde am 24. Juni 1964 das erste Musikfestival Fêtes Musicales en Touraine eröffnet. Richter besuchte jahrzehntelang dieses Festival. Auf Richters Einladung hin waren viele bedeutende Musiker Gäste dieses Festivals. Viele bedeutende Künstler der damaligen Zeit (u. a. Elisabeth Schwarzkopf, Pierre Boulez, David Oistrach und Jessie Norman) waren Gäste dieses Festivals.
Im Jahre 1964 lernte Richter den Sänger Dietrich Fischer-Dieskau kennen, mit dem er in der kommenden Zeit eine Freundschaft schloss und zahlreiche gemeinsame Konzerte absolvierte.
Im Jahre 1943 lernte Richter seine spätere Frau, die Sopranistin Nina Dorliak kennen, die er im Jahre 1946 auch heiratete. Nina Dorliak begleitete Richter während seiner Konzertreisen. Und Richter begleitete sie am Klavier, während ihrer Konzertauftritte. Nina Dorliak begleitete Richter durch sein gesamtes nicht immer einfaches Leben und betreute ihn bis zu seinem Tod. Das Paar lebte sehr zurückgezogen. Aus der Ehe gingen keine Kinder hervor.

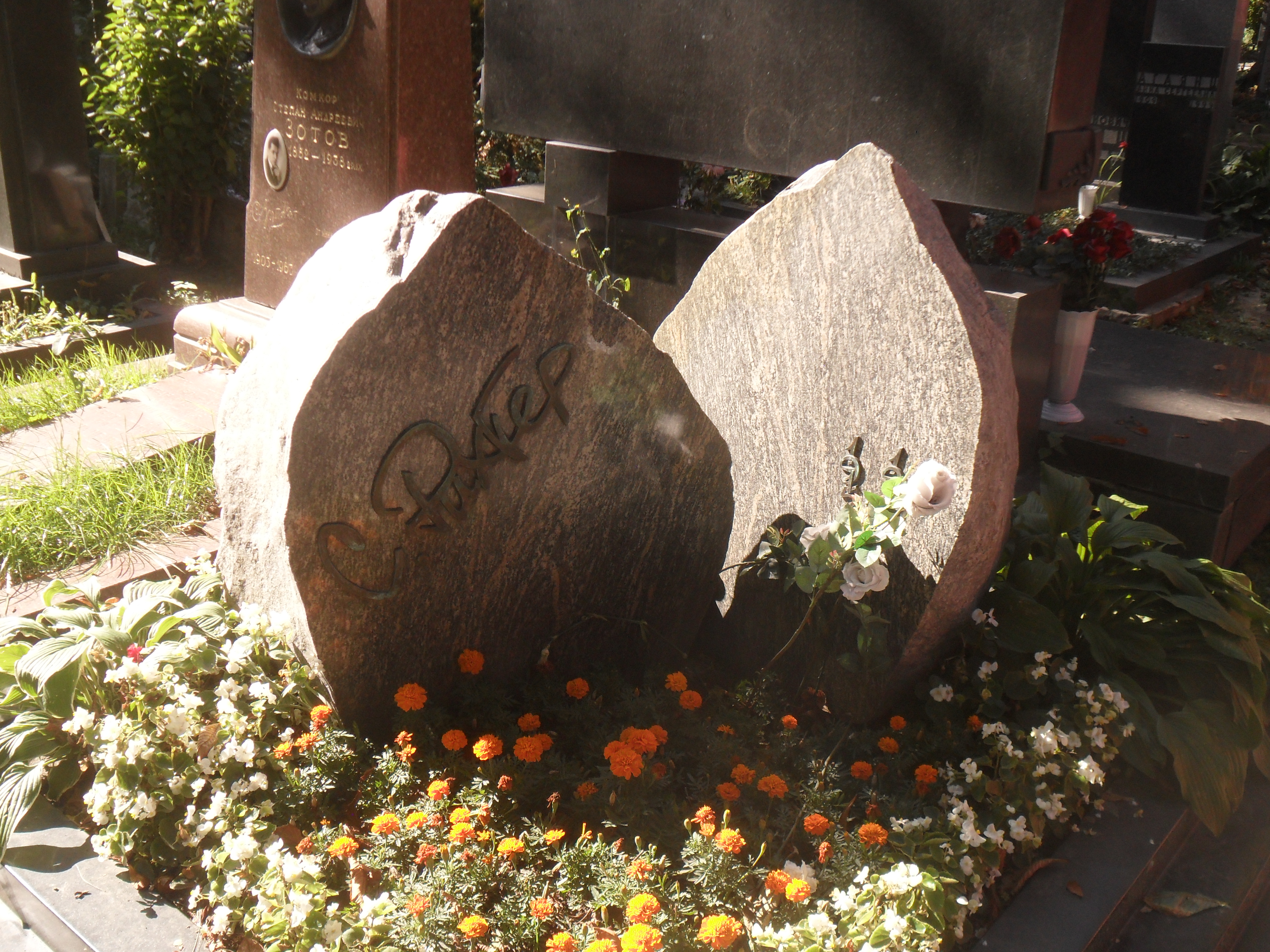
Grab von Swjatoslaw Richter am Nowodewitschi-Friedhof in Moskau

Swjatoslaw Richter starb am 1. August 1997 im Zentralkrankenhaus in Moskau an den Folgen eines Herzinfarkts und wurde im Nowodewitschi-Friedhof in Moskau zu letzten Ruhe gebettet.

### Werk und Interpretation
Richter spielte anfangs viel auswendig. Nachdem er bei einem Konzert in Japan den Notentext vergessen hatte, spielte Richter in späteren Jahren bei seinen Auftritten in der Regel nach Noten. Dabei hatte er oftmals keinen Umblätterer, sondern blätterte mehrere Seiten auf einmal um und spielte dazwischen auswendig.
Vor allem seine Schallplattenaufnahmen sind legendär: Einspielungen des b-Moll-Klavierkonzerts Tschaikowskis, der Werke von Schubert, Schumann und Liszt und des Wohltemperierten Klaviers von Johann Sebastian Bach. Auch die Interpretationen des c-Moll-Klavierkonzerts und vieler Préludes von Rachmaninow gelten als Referenzaufnahmen.
Seine frühen Aufnahmen sind oft außerordentlich kraftvoll und vehement gespielt. Wie kaum ein anderer Pianist konnte er seinen Interpretationen von Klavierwerken aller Epochen eine individuelle Note verleihen. Dabei war er später weniger der Virtuose, der durch technische Brillanz – diese war bei ihm selbstverständlich – Aufsehen erregte, sondern zeigte sein poetisches Spiel, das er oft in nur spärlich beleuchteten Konzerthallen darbot.
Neben solistischer Tätigkeit trat er auch als Kammermusiker in Erscheinung, so mit dem Geiger David Oistrach und den Cellisten Pierre Fournier und Mstislaw Rostropowitsch, aber auch im Klavierduo mit Benjamin Britten. Auch als Dirigent hatte sich Richter in früheren Jahren Anerkennung erworben.
Anlässlich des 200-jährigen Geburtsjubiläums von Ludwig van Beethoven (1970) beabsichtigte die Schallplattenfirma EMI das Tripelkonzert (Op. 56) aufzunehmen. Das Konzert sollte von den Berliner Philharmonikern unter der Leitung von Herbert von Karajan eingespielt werden. Als Solisten sollten Spitzenmusiker engagiert werden. Neben David Oistrach und Mstislaw Rostropowitsch war es naheliegend als Klavierpartner für die beiden berühmten Streicher Swjatoslaw Richter zu gewinnen. Die Aufnahmen fanden im September 1969 in der Evangelischen Jesus-Christus-Kirche in Berlin-Dahlem statt. Im Jahre 1970 kam die Schallplatte auf den Markt und wurde ein außerordentlicher Erfolg. Es war einzigartig, dass vier Spitzenkünstler von Weltrang zusammen konzertierten.
1986 wurde Richter mit dem Léonie-Sonning-Musikpreis ausgezeichnet.
Im Jahr 2015 wurden Konzertmitschnitte und Aufnahmen Richters anlässlich seines 100. Geburtstages von den Musiklabels Decca, Sony und Warner Classic neu aufgelegt.

## Film
Bruno Monsaingeon veröffentlichte 1998 seine mit Richters Einverständnis gedrehte zweieinhalbstündige autobiografische Filmdokumentation „Richter – Der Unbeugsame“. Neben einem ausführlichen Interview mit Richter und seiner langjährigen Freundin, der Sopranistin Nina Dorliak, sind auch zahlreiche Konzertausschnitte zu sehen. Richter wurde von Dietrich Fischer-Dieskau synchronisiert.

## Ehrungen
- 1949 Stalinpreis[9]
- 1955 Volkskünstler der RSFSR[9]
- 1960 Grammy Awards[10]
- 1961 Volkskünstler der UdSSR[9]
- 1961 Leninpreis[9]
- 1965, 1975, 1985 Leninorden[9]
- 1968 Robert-Schumann-Preis[11]
- 1977 Ehrendoktor Universität Straßburg[9]
- 1980 Orden der Oktoberrevolution[12]
- 1985 Ordre des Arts et des Lettres[9]

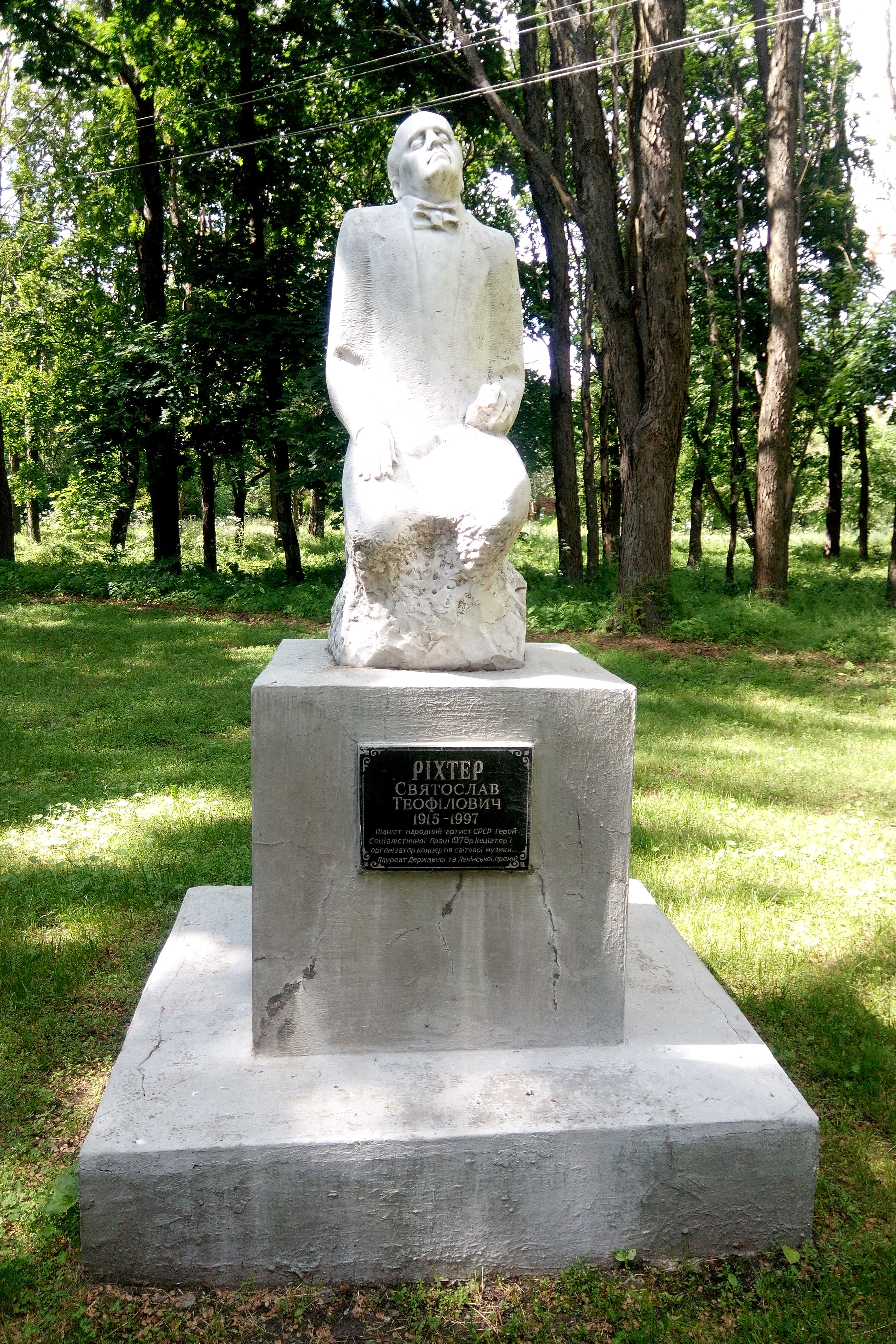
Denkmal von Swjatoslaw Richter in Jahotyn / Ukraine

- Denkmal von Swjatoslaw Richter in Jahotyn / Ukraine1985 (9014) Svyatorichter, ein Asteroid des Hauptgürtels, wurde am 22. Oktober 1985 von der ukrainisch-sowjetischen Astronomin Ljudmyla Wassyliwna Schurawlowa am Krim-Observatorium (IAU-Code 095) in Nautschnyj entdeckt und nach Richter benannt
- 1986 Léonie-Sonning-Musikpreis
- 1992 Ehrendoktor University of Oxford[13]
- 1995 Großes Bundesverdienstkreuz mit Stern und Schulterband
- 1996 Staatspreis der Russischen Föderation[9]
- 2015 Russland: 2-Rubel-Gedenkmünze auf den einhundertsten Jahrestag seiner Geburt. Silber 925 fein. Auflage: 3.000 Stück
- Gramophone Hall of Fame[14]